# Phycobiliprotéine
Les phycobiliprotéines sont des pigments hydrosolubles de la photosynthèse. 
On les trouve dans les phycobilisomes chez les Cyanobacteria, les Rhodophyta et les Glaucocystophyta, ainsi que libres dans le lumen des thylakoïdes chez les Cryptophyta. 
Elles sont constituées d'une apoprotéine et d'un chromophore qui est une biline liée covalemment à l'apoprotéine. 
Il existe quatre types de phycobiliprotéines : 
- l'allophycocyanine ;
- la phycocyanine ;
- la phycoérythrine ;
- la phycoérythrocyanine.